# Jules de Saint-Genois
Jules Ludger Dominique Ghislain baron de Saint-Genois des Mottes, né le 22 mars 1813 à Lennik-Saint-Quentin et décédé le 10 septembre 1867 à Gand, est un historien, bibliothécaire, professeur d'université et homme politique libéral-catholique belge.
Il fut le premier président du Willemsfonds et fut également président de la commission qui, au sein de l'Académie royale de Belgique, préparait la publication de la Biographie nationale. Bien qu'issu d’une famille francophone, il fut un ardent défenseur des intérêts linguistiques flamands.

## Biographie

### 1813-1850
Jules de Saint-Genois descendait d’une vieille famille noble. Il étudia au collège de Malines, puis alla étudier la philosophie et les lettres à l'université de Gand. Il y fut promu au grade de docteur en droit. C'est à l'université qu'il se lia d'amitié avec Pierre Jacques François de Decker, homme politique de conviction catholique qui devint premier ministre en 1855.
Déjà au cours de ses études, il fit preuve d'un grand intérêt pour l'histoire. Avec le soutien du professeur allemand Léopold Warnkoenig, il écrivit son premier ouvrage, l’Histoire des avoueries en Belgique de 1834, dans le cadre d'un concours de l'Académie royale des sciences, des lettres et des beaux-arts de Belgique. Cette œuvre fut couronnée par l'Académie. Si l'université de Liège lui offrit une chaire qu'il refusa, il accepta cependant le poste d'archiviste de la province de la Flandre-Orientale en 1836. C'est là qu'il trouvera l'inspiration pour ses œuvres historiques, alors encore à écrire.
Le 24 avril 1837, il se maria avec Albine-Henriette vander Bruggen, fille de Charles-Jean-Étienne vander Bruggen et de Maria-Josephe-Colette van Pottelsberghe de la Potterie. Le couple eut sept enfants.
En 1843, outre bibliothécaire, de Saint-Genois devint professeur à l'université de Gand. Membre de l'Académie royale de Belgique depuis 1846, il n’en fut pas moins un ardent défenseur des intérêts linguistiques flamands.
En 1846, lorsque le baron Jules Joseph d'Anethan, alors ministre de la Justice, proposa au roi Léopold I la publication aux frais de l'État d'un recueil des dispositions en vigueur sur le territoire de l'actuelle Belgique avant l'occupation française, Jules de Saint-Genois devint membre de la Commission royale ayant pour but de rassembler les textes historiques et juridiques relatifs à un passé auquel la jeune nation belge pourrait ensuite puiser son identité.

### 1851-1867
En 1851, de Saint-Genois fut cofondateur du Willemsfonds, une des organisations culturelles qui prenaient la défense de la langue néerlandaise. Il en fut le premier président jusqu'en 1855.
Après avoir été élu conseiller communal (catholique) de la ville de Gand, il devint échevin de l’enseignement de cette ville en 1855, mandat qu'il remplit jusqu'en 1857.
De 1859 jusqu'à sa mort, de Saint-Genois fut le président de la commission qui préparait la publication de la Biographie nationale. Le premier volume de ce dictionnaire biographique ne parut qu'un an avant sa mort.
À Gand, de Saint-Genois fut un des membres les plus illustres d'une compagnie flamande, Vlaamsch Gezelschap, qui subissait à la fois l'hostilité de la francophonie et des anciens orangistes. Dans cette qualité, il collabora à l'organisation des Congrès littéraires néerlandais (les Nederlandsche Letterkundige Congressen) et, de ce fait, au rapprochement renouvelé entre les Pays-Bas et la Flandre après 1830.
Jules de Saint-Genois est enterré au Campo Santo de Mont-Saint-Amand. À Gentbrugge, une rue porte son nom.

## Œuvres
De Saint-Genois a écrit en néerlandais et en français. Toutefois, cette liste contient principalement les ouvrages en néerlandais. La plupart de ses ouvrages en langue française sont traduits en néerlandais.
- 1844 : Anna, historisch tafereel uit de Vlaemsche geschiedenis tijdens Maria van Bourgonje (1477), Gand
- 1846 : Iets over het nut dat men uit de studie der eigennamen voor de letterkunde en geschiedenis kan trekken, dans : Taelverbond
- 1846 : Le Château de Wildenborg, ou les mutinés du Siège d'Ostende (1604), Bruxelles.
- 1847 : De zoon van den Leeuw, dans : Taelverbond
- 1850 : Jan Verslype's Journal ofte dagregister van onze reyze naer de keyzerlyke stadt Weenen, ten jare 1716, dans : Vlaamsche Bibliophilen, Gand
- 1851 : Declaratie van der triomphe bewesen den hooghe gheboren prince van Spaengien, Philips, des keysers Chaerles van Oostenrijc sone, binnen der stad van Ghend, in Vlaender, den XIII Julii anno MDXLIX. Cornelius diet maecte, die hevet gheprint, Manilius van Brugge wonachtig te Gend 1549, dans : Vlaamsche Bibliophilen, Gand
- 1851 : De grootboekhouder, Eene Gentsche vertelling, Gand
- 1852 : De Sint-Lievens Zotten (1467), Anvers
- 1854 : Historische verhalen, Gand
- 1854 : Een schoone historie van Mariken van Nimweghen, een seer wonderlijcke ende waerachtighe gheschiedenisse, hoe sy meer dan seven jaren met den duyvel woonde ende verkeerde, Antw. M.DC.XIX, Gand
- 1855 : Het kasteel van Wildenburg of de muitelingen van Oostende, Roulers
- 1855 : Levensbericht van Goswinus Josephus Augustus baron de Stassart, Gand
- 1856 : Een woord aen den heer Baron de Gerlache over zyne Historische schets van Jacob van Artevelde , dans : Leesmuseum
- 1858 : Het Vlaemsch in het noorden van Frankryk, Gand
- 1861 : Dagboek van Jan de Pottre, 1549-1602, naer het oorspronkelyk handschrift in de koninglyke bibliotheek te Brussel berustende

En outre, il écrivit de nombreux articles dans les domaines littéraire et historique pour des revues.

## Prix baron de Saint-Genois
Le Prix baron de Saint-Genois est un prix décerné tous les cinq ans, et cela depuis 1867, par l'Académie royale (francophone) de Belgique et destiné à l'auteur du meilleur travail d'histoire ou de littérature écrit en néerlandais. Ce prix fut institué en l'honneur de Saint-Genois et de sa défense des intérêts linguistiques flamands.